# A Redakai epizódjainak listája
Ez a cikk a Redakai című animációs sorozat epizódjait mutatja be.

## Évados áttekintés
| Évad | Évad | Epizódok | Eredeti sugárzás | Eredeti sugárzás   | Magyar sugárzás (Cartoon Network) | Magyar sugárzás (Cartoon Network) | Magyar sugárzás (Kölyökklub) | Magyar sugárzás (Kölyökklub) |
| Évad | Évad | Epizódok | Évadpremier      | Évadfinálé         | Évadpremier                       | Évadfinálé                        | Évadpremier                  | Évadfinálé                   |
| ---- | ---- | -------- | ---------------- | ------------------ | --------------------------------- | --------------------------------- | ---------------------------- | ---------------------------- |
|      | 1    | 26       | 2011. július 9.  | 2012. március 10.  | 2012. március 3.                  | 2012. szeptember 23.              | 2024. június 17.             | 2024. június 24.             |
|      | 2    | 26       | 2013. január 11. | 2013. december 23. | 2013. május 13.                   | 2013. október 22.                 | 2024. június 24.             | 2024. június 30.             |

## 1. évad: A Kairu meghódítása (2011–2012)
| #  | Eredeti cím                 | Magyar cím                   | Magyar cím            | Magyar premier       | Magyar premier   |
| #  | Eredeti cím                 | Cartoon Network              | Kölyökklub            | Cartoon Network      | Kölyökklub       |
| -- | --------------------------- | ---------------------------- | --------------------- | -------------------- | ---------------- |
| 01 | The Fist of the Colossus    | A kolosszus ökle             | A kolosszus ökle      | 2012. március 3.     | 2024. június 18. |
| 02 | Maya Goes Bad               | Gonosz Maya                  | Maya rossz útra tér   | 2012. március 4.     | 2024. június 18. |
| 03 | The Kairu Diary             | A kairunapló                 | A kairunapló          | 2012. március 10.    | 2024. június 19. |
| 04 | The Cataclysm Stone         | A kataklizmakő               | A kataklizmakő        | 2012. március 11.    | 2024. június 18. |
| 05 | The Valley of the Banyan    | A fügefa-völgy               | A fügefa-völgy        | 2012. március 17.    | 2024. június 19. |
| 06 | The Guardian of the Souls   | A lelkek őrzője              | A lelkek őrzője       | 2012. március 18.    | 2024. június 18. |
| 07 | The Kairu That Time Forgot  | Az őskori maradvány          | Az elfeledett Kairu   | 2012. március 24.    | 2024. június 17. |
| 08 | The Mask of Fire            | A tűzálarc                   | A tűz maszkja         | 2012. március 25.    | 2024. június 19. |
| 09 | Neptune's Reef              | Neptun szigonya              | Neptun zátonya        | 2012. március 31.    | 2024. június 20. |
| 10 | Black Kairu Gold Metanoid   | Sötét kairu, arany metanoid  | A fekete Kairu        | 2012. április 7.     | 2024. június 20. |
| 11 | The Chalice                 | A kairutároló                | A kehely              | 2012. április 8.     | 2024. június 21. |
| 12 | Tournament of Champions     | A bajnokok mérkőzése         | Bajnokok viadala      | 2012. április 14.    | 2024. június 20. |
| 13 | Kairu Showdown              | A kairupárbaj                | A hasonmás            | 2012. április 15.    | 2024. június 20. |
| 14 | Battacor Blood              | A Battacor-vér               | Irány, Norvégia!      | 2012. április 21.    | 2024. június 21. |
| 15 | Farm Boy Boomer             | Boomer, a farmerfiú          | A sarló               | 2012. április 22.    | 2024. június 21. |
| 16 | The Kairu Vessel            | A Kairuhordozó               | A Kairu hajó          | 2012. április 28.    | 2024. június 21. |
| 17 | The Return of Connor Stax   | Connor Stax visszatér        | Connor Stax visszatér | 2012. április 29.    | 2024. június 22. |
| 18 | The Island                  | A sziget                     | A sziget              | 2012. május 5.       | 2024. június 22. |
| 19 | Kairu Visions               | Kairu látomások              | Látomások             | 2012. május 6.       | 2024. június 21. |
| 20 | The Redakai                 | A Redakai-tanács             | A mesterek tanácsa    | 2012. szeptember 9.  | 2024. június 23. |
| 21 | The Gauntlet of Lokar       | Lokár kesztyűje              | Lokár kesztyűje       | 2012. szeptember 8.  | 2024. június 23. |
| 22 | Green with Infinita Envy    | Irigység és zöld Infinita    | A zöld Infinita       | 2012. szeptember 15. | 2024. június 23. |
| 23 | The New Warrior             | Az új harcos                 | A magányos harcos     | 2012. szeptember 2.  | 2024. június 22. |
| 24 | Dream Team E-Teens          | Az E-bandák álomcsapata      | Az álomcsapat         | 2012. szeptember 16. | 2024. június 23. |
| 25 | Clash of the Kairu Warriors | A kairuharcosok összecsapása | A nagy összecsapás    | 2012. szeptember 22. | 2024. június 23. |
| 26 | Clash of the Kairu Warriors | A kairuharcosok összecsapása | A nagy összecsapás    | 2012. szeptember 23. | 2024. június 24. |

## 2. évad: Lokár árnyéka (2013)
| #   | Eredeti cím                  | Magyar cím                                                                               | Magyar premier                                              |
| --- | ---------------------------- | ---------------------------------------------------------------------------------------- | ----------------------------------------------------------- |
| 1.  | The Fall Of Lokar            | Lokár bukása                                                                             | 2013.05.13. (Cartoon Network) 2024. június 24. (Kölyökklub) |
| 2.  | The Rise Of Zane             | Zane erősebb lett (Cartoon Network) Zane hatalomra tör (Kölyökklub)                      | 2013.05.14. (Cartoon Network) 2024. június 24. (Kölyökklub) |
| 3.  | Arrival of Hiverax           | A Hiverax csapat érkezése (Cartoon Network) A Hiverax színre lép (Kölyökklub)            | 2013.05.15. (Cartoon Network) 2024. június 24. (Kölyökklub) |
| 4.  | Shadow Ekayon                | Ekayon, a gonosz (Cartoon Network) A sötét Ekayon (Kölyökklub)                           | 2013.05.16. (Cartoon Network) 2024. június 25. (Kölyökklub) |
| 5.  | The Escape Of The Imperiaz   | Az Impéria csapat szökése (Cartoon Network Az Imperiumok szökése (Kölyökklub)            | 2013.05.17. (Cartoon Network) 2024. június 25. (Kölyökklub) |
| 6.  | New Redakai, New Warriors    | Új Redakai, új harcosok (Cartoon Network) Újoncok (Kölyökklub)                           | 2013.05.20. (Cartoon Network) 2024. június 25. (Kölyökklub) |
| 7.  | Discovery Of The Kairu Cube  | A kairukocka felfedezése (Cartoon Network) A Kairukocka (Kölyökklub)                     | 2013.05.21. (Cartoon Network) 2024. június 25. (Kölyökklub) |
| 8.  | Return To Kieran’s Castle    | Visszatérés Kiren várába (Cartoon Network) A tomboló kőoroszlán (Kölyökklub)             | 2013.05.22. (Cartoon Network) 2024. június 26. (Kölyökklub) |
| 9.  | Shadow Of The Radikor        | A radikorok árnya (Cartoon Network) A Radikor árnyéka (Kölyökklub)                       | 2013.05.23. (Cartoon Network) 2024. június 26. (Kölyökklub) |
| 10. | Vison Of Catastrophe         | Látomás a katasztrófáról (Cartoon Network) A katasztrófa látomása (Kölyökklub)           | 2013.05.24. (Cartoon Network) 2024. június 26. (Kölyökklub) |
| 11. | Shadow Of The Shadow         | Az árnyak árnya (Cartoon Network) A sötétség árnyéka (Kölyökklub)                        | 2013.05.27. (Cartoon Network) 2024. június 26. (Kölyökklub) |
| 12. | Boomer Goes Platinum         | Boomer platinaszintre vált (Cartoon Network) Boomer platina harcosa (Kölyökklub)         | 2013.05.28. (Cartoon Network) 2024. június 27. (Kölyökklub) |
| 13. | Darkness Rises               | Lokár visszatér (Cartoon Network) A sötét felemelkedése (Kölyökklub)                     | 2013.05.29. (Cartoon Network) 2024. június 27. (Kölyökklub) |
| 14. | Tournament Of The Kairu Cube | A kairukocka bajnoksága (Cartoon Network) A Kairukocka torna (Kölyökklub)                | 2013.10.04. (Cartoon Network) 2024. június 27. (Kölyökklub) |
| 15. | Leviathan’s Wrath            | A polipszörny (Cartoon Network) A tintahal (Kölyökklub)                                  | 2013.10.07. (Cartoon Network) 2024. június 27. (Kölyökklub) |
| 16. | Plot Of The Imperiaz         | Az Impéria csapat cselszövése (Cartoon Network A fenségesek cselszövése (Kölyökklub)     | 2013.10.08. (Cartoon Network) 2024. június 28. (Kölyökklub) |
| 17. | Kairu Feud                   | A Kairu viszályok (Cartoon Network) Testvér viszály (Kölyökklub)                         | 2013.10.09. (Cartoon Network) 2024. június 28. (Kölyökklub) |
| 18. | When Dark Roots Take Hold    | Amikor gyökeret ver a sötétség (Cartoon Network) Sötét gyökerek (Kölyökklub)             | 2013.10.10. (Cartoon Network) 2024. június 28. (Kölyökklub) |
| 19. | Mookee’s Mission             | Muki Küldetése                                                                           | 2013.10.11. (Cartoon Network) 2024. június 28. (Kölyökklub) |
| 20. | The Two Faces Of Ky Stax     | A Két Szándékos Ky Stax (Cartoon Network) Ky Stax két arca (Kölyökklub)                  | 2013.10.14. (Cartoon Network) 2024. június 29. (Kölyökklub) |
| 21. | The Power Of The Imperiaz    | Az energia az Impéria csapatban (Cartoon Network) A fenségesek ereje (Kölyökklub)        | 2013.10.15. (Cartoon Network) 2024. június 29. (Kölyökklub) |
| 22. | Elimination Island           | A Rejtelmes Sziget (Cartoon Network) A leszámolás szigete (Kölyökklub)                   | 2013.10.16. (Cartoon Network) 2024. június 29. (Kölyökklub) |
| 23. | Battle Of The Hiverax        | A Hiverax csapat csatája (Cartoon Network) Rossz álom (Kölyökklub)                       | 2013.10.17. (Cartoon Network) 2024. június 29. (Kölyökklub) |
| 24. | The Spreading Of The Shadow  | A Spirál Kairu az árnyék ellenszere (Cartoon Network) A sötét erő terjedése (Kölyökklub) | 2013.10.18. (Cartoon Network) 2024. június 30. (Kölyökklub) |
| 25. | The End Of The Shadow        | A sötét árnyék vége (Cartoon Network) A sötétség vége (Kölyökklub)                       | 2013.10.21. (Cartoon Network) 2024. június 30. (Kölyökklub) |
| 26. | The End Of The Shadow        | A sötét árnyék vége (Cartoon Network) A sötétség vége (Kölyökklub)                       | 2013.10.22. (Cartoon Network) 2024. június 30. (Kölyökklub) |